# 河村嘉一郎
河村 嘉一郎（かわむら かいちろう、1885年（明治18年）8月7日 - 1943年（昭和18年）10月17日）は、佐賀県出身の実業家、政治家。初代唐津市長。

## 経歴
1885年（明治18年）旧唐津藩士・河村藤四朗の長男として、佐賀市赤松町で生まれる。旧制唐津中学、旧制岡山第六高校を経て、1911年（明治44年）、東京帝国大学法科、政治学科を卒業。一時渡鮮したが、1923年（大正12年）帰郷。唐津銀行に入り取締役支配人となる。のち唐津電気製鋼所社長、唐津薫業（株）専務取締役、唐津製紙（株）社長、唐津製綿（株）監査役、唐津商工（株）監査役、小倉東洋車輌（株）常務取締役などを務め、唐津実業界の発展に貢献した。
1932年（昭和7年）、唐津市施行に当たって初代市長となった。産業、観光都市の建設を市政の抱負として掲げ、唐津築港、鏡山登山道開設、上下水道施設、松浦橋の移転架橋、松浦河口の埋め立て（現栄町、千代田町）、シーサイドホテル（旧）の建設などを推し進めた。その業績は現在も高く評価されている。市長は一期だけで終え、東京に移り没した。58歳で死去。

## 家族
- 高祖父 ‐ 河村道有
- 曽祖父 - 河村道伯（御典医）
- 祖父- 河村如茂（唐津藩士）
- 父-河村藤四朗（唐津藩士、政治家、実業家）
- 叔父 - 河村 如壽（唐津藩士、唐津村初代村長）
- 岳父・大島小太郎 ‐ 唐津銀行頭取。[2]